# Fiat Tris
 (mai 2025).
Le FIAT Tris est un véhicule utilitaire triporteur électrique, le premier véhicule de ce type, conçu par le constructeur italien FIAT Professional. Présenté le 12 mai 2025, il est fabriqué dans la nouvelle usine FIAT de Kénitra au Maroc.

## Description
Ce micro véhicule utilitaire (3,17 mètres de longueur et un rayon de braquage de 3,05 mètres) est doté d’une roue à l’avant et deux à l’arrière. Il vient concurrencer les modèles Piaggio Ape, depuis quelque temps également en version électrique, triporteurs qui ont fait le succès de la marque de scooters, qui a aussi appartenu à la famille Agnelli, propriétaire historique du groupe FIAT.
Le FIAT Tris est 100 % électrique. Il repose sur la même base technique que les micro voitures électriques (sans permis) Fiat Topolino, Citroën Ami et Opel Rocks, toutes produites dans la même usine au Maroc. Le FIAT Tris dispose d'une puissance beaucoup plus importante (12 Ch contre 8). Il est alimenté par une batterie lithium-ion de 6,9 kWh (contre 5,5) ce qui lui confère 90 km d’autonomie (contre 75). Sa vitesse est bridée à 45 km/h. Il se recharge avec une prise électrique domestique normale de 240 V, à 80% en à peine 3 heures, à 100% en moins de 5 heures.
Le FIAT Tris va, dans un premier temps, être commercialisé dans les principaux marchés d’Afrique et du Moyen-Orient mais il n'est pas impossible qu'il arrive également sur les marchés européens. Le triporteur pourrait devenir la solution intelligente pour assurer les livraisons du dernier kilomètre ou la distribution du courrier en milieu urbain, comme le fait La Poste mais avec des vélos cargos électriques VUF XXL Fit Poly dans plus de 60 villes mais sur lesquels les postiers ne sont pas protégés.
Le véhicule est doté d'un port USB-C et une prise 12 V à bord. Il a été homologué selon la réglementation européenne et dispose de ceintures de sécurité à trois points, phares à LED automatiques, avertisseur sonore de recul et tous les dispositifs de sécurité requis. La cabine peut accueillir le conducteur et un passager.